# Mount Cecily
Mount Cecily är ett berg i Antarktis. Det ligger i Östantarktis. Nya Zeeland gör anspråk på området. Toppen på Mount Cecily är 3 000 meter över havet.
Terrängen runt Mount Cecily är kuperad åt sydost, men åt nordväst är den platt. Trakten är obefolkad. Det finns inga samhällen i närheten.